# Val Noci - Torrente Geirato - Alpesisa
Val Noci - Torrente Geirato - Alpesisa este o arie protejată (arie specială de conservare — SAC, sit de importanță comunitară — SCI) din Italia întinsă pe o suprafață de 637 ha, integral pe uscat.

## Localizare
Centrul sitului Val Noci - Torrente Geirato - Alpesisa este situat la coordonatele 44°28′59″N 9°02′26″E / 44.483056°N 9.040556°E.

## Înființare
Situl Val Noci - Torrente Geirato - Alpesisa a fost declarat sit de importanță comunitară în iunie 1995 pentru a proteja 39 de specii de animale. Situl a fost protejat și ca arie specială de conservare în aprilie 2017.

## Biodiversitate
Situată în ecoregiunea mediteraneană, aria protejată conține 12 habitate naturale: Peșteri inaccesibile publicului, Păduri de Castanea sativa, Fânețe de joasă altitudine (Alopecurus pratensis, Sanguisorba officinalis), Liziere de ierburi înalte hidrofile de câmpie și de nivel montan până la alpin, Pajiști uscate seminaturale și facies de acoperire cu tufișuri pe substraturi calcaroase (Festuco-Brometalia) (* situri importante pentru orhidee), Pante stâncoase calcaroase cu vegetație casmofită, Pajiști cu Molinia pe soluri calcaroase, turboase sau argilos-nămoloase (Molinion caeruleae), Mlaștini alcaline, Păduri de stejar alb estice, Păduri de Quercus ilex și Quercus rotundifolia, Păduri aluvionare cu Alnus glutinosa și Fraxinus excelsior (Alno-Padion, Alnion incanae, Salicion albae), Pajiști uscate europene.
La baza desemnării sitului se află mai multe specii protejate:
- păsări (32): pițigoi codat (Aegithalos caudatus), ciocârlie-de-câmp (Alauda arvensis), fâsă de pădure (Anthus trivialis), lăstunul mare (Apus apus), caprimulg (Caprimulgus europaeus), sticlete (Carduelis carduelis), florinte (Chloris chloris), mierla de apă (Cinclus cinclus), cioară neagră (Corvus corone), cuc (Cuculus canorus), pițigoi albastru (Cyanistes caeruleus), presură sură (Emberiza calandra), măcăleandru (Erithacus rubecula), cinteză (Fringilla coelebs), sfrâncioc roșiatic (Lanius collurio), câneparul (Linaria cannabina), privighetoare (Luscinia megarhynchos), codobatură galbenă (Motacilla alba), codobatură de munte (Motacilla cinerea), pițigoi mare (Parus major), vrabie (Passer domesticus), codroș de munte (Phoenicurus ochruros), pitulice de munte (Phylloscopus collybita), brumăriță de pădure (Prunella modularis), aușel sprâncenat (Regulus ignicapilla), mărăcinar (Saxicola rubetra), scatiu (Spinus spinus), silvie cu cap negru (Sylvia atricapilla), silvie de câmp (Sylvia communis), pănțărușul (Troglodytes troglodytes), mierlă (Turdus merula), sturz-cântător (Turdus philomelos)
- amfibieni (3): Salamandrina terdigitata, Speleomantes strinatii, Triturus carnifex
- mamifere (1): lupul (Canis lupus)
- nevertebrate (2): Austropotamobius pallipes, Euplagia quadripunctaria
- pești (1): Telestes muticellus

Pe lângă speciile protejate, pe teritoriul sitului au mai fost identificate 19 specii de plante, 5 specii de amfibieni, 15 specii de nevertebrate, 6 specii de reptile.